# Алга (Махамбетський район)
Алга́ (каз. Алға) — село у складі Махамбетського району Атирауської області Казахстану. Адміністративний центр та єдиний населений пункт Алгинського сільського округу.
Населення — 2051 особа (2021; 1859 у 2009, 1746 у 1999, 1615 у 1989).